# Helena Cantacuzena (imperatriz de Trebizonda)
Helena Cantacuzena (em grego: Έλενα Καντακουζηνή) foi a última imperatriz-consorte de Trebizonda, segunda esposa de David de Trebizonda, entre 1459 e 1461. O bizantinista Donald Nicol defende que ela era irmã de Jorge Paleólogo Cantacuzeno e, portanto, neta de Mateus Cantacuzeno e, possivelmente, filha de Demétrio I Cantacuzeno. Porém, ele próprio se afastou desta opinião posteriormente. Teodoro Espandunes relata que Jorge a teria visitado em Trebizonda depois de 1437.

## Vida
Em 15 de agosto de 1461, Maomé II, sultão do Império Otomano, forçou o imperador David e entregar-lhe o trono em troca de uma pensão. David e sua família foram assentados em terras perto de Serres, no vale do Struma, e ele passou a receber uma renda anual de 300 000 peças de prata. Embora Helena presumivelmente tenha ido com ele, Donald Nicol menciona uma fonte que afirma que David a enviou para a corte do rei georgiano "Mamia" ou a "Mania" de Gúria antes da chegada de Maomé II às muralhas de Trebizonda. Depois de dois anos, um antigo funcionário, Jorge Amiroutzes acusou David de conspirar contra o sultão e o antigo imperador foi executado juntamente com todos os seus filhos, com exceção de um.
De acordo com Espandunes, Helena sobreviveu ao marido e filhos. O sultão teria, segundo os relatos, ordenado que os cadáveres de sua família fossem expostos na Muralha de Constantinopla. Quando ela própria cavou as covas para enterrá-los e os sepultou, foi condenada a pagar uma multa de 15 000 ducados ou ser executada. Seus funcionários ajudaram a levantar o dinheiro, mas Helena, vestida em pano de saco, viveu o resto de seus dias numa cabana de palha perto dos cadáveres de sua família assassinada.

## Família
Não se sabe ao certo quais dos filhos de David eram dela. Seus cinco filhos — três rapazes e duas garotas — tem sido atribuídos de forma variada a Helena ou à primeira esposa de Davi, Maria da Gótia, em diferentes genealogias. Seja como for, os filhos mais velhos morreram com o pai em 1 de novembro de 1463; o filho mais novo, Jorge, que tinha três anos, e a filha, Ana, foram poupados. Espandunes afirma que eles foram enviados como presente ao sultão Uzune Haçane dos Cordeiros Brancos. Jorge se converteu ao islã, mas acabou escapando e, depois de renegar sua fé, voltou para o cristianismo. Espandunes afirma que o nome do rei que teria abrigado Jorge Cantacuzeno e dada-lhe uma filha em casamento era "Gurguiabei", que tem sido interpretado como um rei da Geórgia (ou Jorge VIII ou Constantino II), ou Gúria Bey, governante de Gúria. O destino de Ana é mais incerto. O historiador Laônico Calcondilas contradiz Espandunes e afirma que Ana, depois de ter sido "chamada ao leito" de Maomé II, foi dada em casamento a Zaganos Paxá, porém, quando ele soube que Zaganos tentou forçar sua conversão ao islã, Maomé II separou-os. Uma tradição local liga Ana a uma vila ao sul de Trebizonda chamada de "Vila da Senhora" onde, em 1870, uma inscrição com o nome de Ana foi encontrada na igreja paroquial dedicada aos santos arcanjos.